# Ramón Olaguer Feliú
Ramón Olaguer Feliú (Ceuta, 1784-Sevilla, 1831) fue un diputado, ministro y político español. Entre las obras que se realizan durante su ejercicio político, cabe destacar el Reglamento General de Instrucción pública, decretado por las Cortes en 29 de junio de 1821, precedente del Plan General de Instrucción Pública, la Ley Pidal y la Ley Moyano.

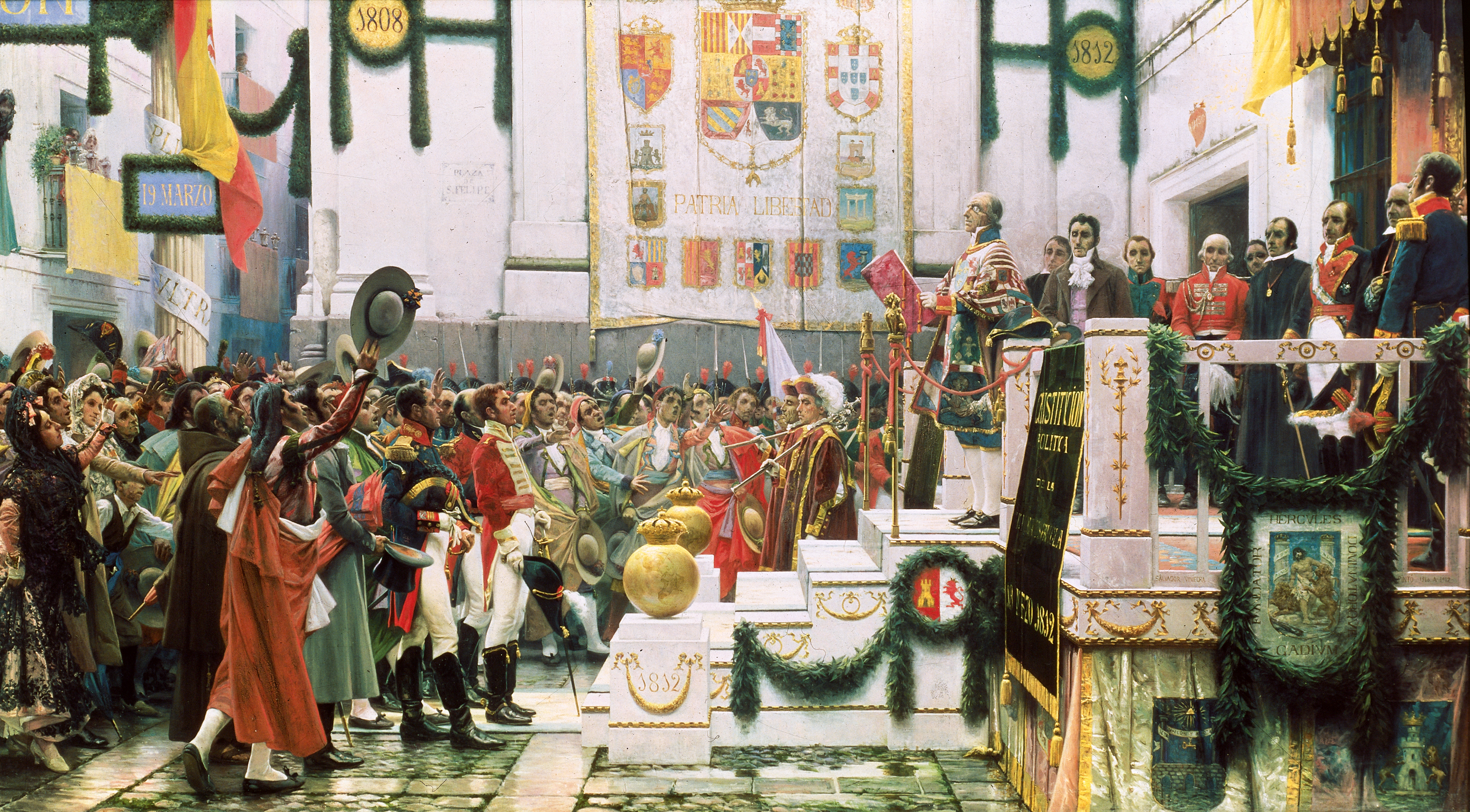
La promulgación de la Constitución de 1812, obra de Salvador Viniegra (Museo de las Cortes de Cádiz).

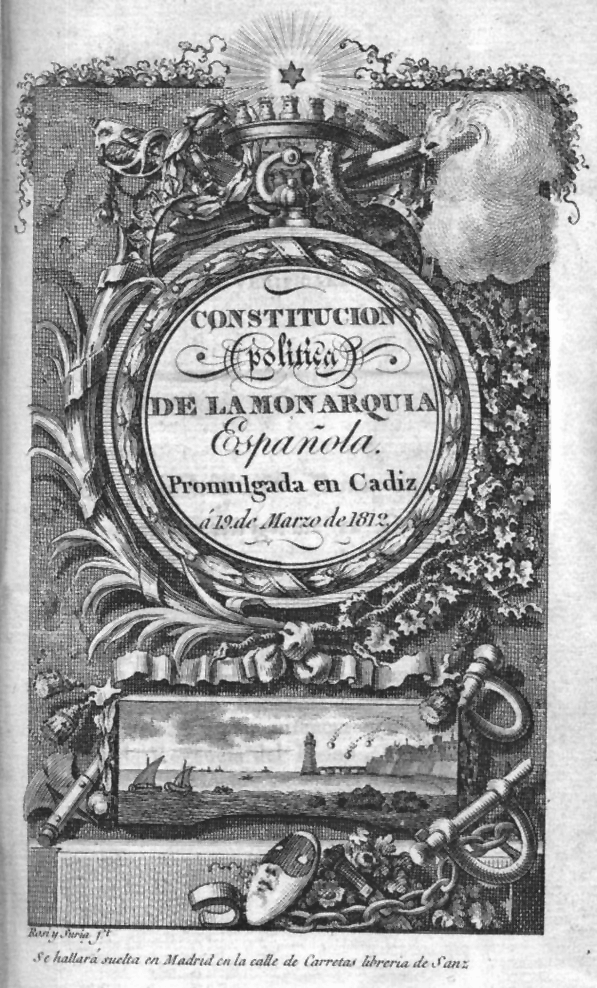
Constitución de 1812

## Biografía
Nació en Ceuta el 25 de noviembre de 1784 y falleció en Sevilla, el 8 de enero de 1831. En 1793 se radicó en Lima, capital del Virreinato del Perú, ingresando como cadete en el Regimiento Real de Lima, en donde alcanzó el grado de Subteniente. Estudió en el Colegial Mayor de San Carlos, en donde se matriculó en Leyes el 29 de mayo de 1802. Fue maestro del Convictorio Carolino, bachiller en cánones y leyes en la Universidad de San Marcos, ejerciendo brillantemente la abogacía.
En 1806 escribió el libro “El uso de la lengua vulgar en el estudio de las ciencias”, publicado en Lima.
En España, en 1808 fue diputado por las provincias del Perú en las Cortes de Cádiz, y luego fue elegido en Cádiz por los treinta y dos electores correspondientes, el 20 de septiembre de 1810, jurando su cargo el día 24. 
Fue un defensor de la soberanía popular frente al concepto de soberanía nacional, utilizó el Contrato Social de Rousseau como la base teorizante para sus reivindicaciones. 

«...Luego para que haya una verdadera representacion de toda la soberanía nacional, es preciso que haya una verdadera representacion de la parte que en ella tiene la soberanía de América; y no será verdadera sino cuando sea proporcional á los elementos de que se compone; es decir, proporcional á la suma de soberanías de sus provincias, que es proporcional á la suma de soberanías de los pueblos, que es proporcional a la suma de sus individuos. Esta me parece una demostracion matemática tan rigurosa, que no dudaria hacerla valiéndome de las expresiones y fórmulas del álgebra.

...hay hombres que no se aterrarian aunque supieran que Napoleon habia traido á España 50.000 franceses más, y palidecen solo al entrever que la representacion americana puede ser más numerosa que la europea.

Muy crítico con la poca representación americana en las Cortes Extraordinarias, pidió un aumento de la misma en dichas Cortes, aunque se proyectara fundamentalmente en las futuras Ordinarias, pues de lo contrario, la Constitución quedaría sin valor alguno en América. Defendió junto al diputado Dionisio Inca Yupanqui la abolición de los impuestos que recaían sobre los indígenas. 
Fue elegido Secretario de las Cortes el 24 de mayo de 1811, con ochenta y nueve votos a su favor. Fue uno de los firmantes de la Constitución de 1812 ( la Pepa), que fue la primera constitución de España, la cual influyó en constituciones europeas y del continente americano. 
En 1813 defendió que se nombrara regente a la infanta Carlota Joaquina. Ese mismo año volvió a ser elegido como diputado por Perú para las Cortes ordinarias, de nuevo elegido Secretario en septiembre de 1813.
Fue comisionado para recibir a S. M. don Fernando VII en su entrada a Madrid, debido a que había sido recientemente liberado por Napoleón, donde el Rey debía jurar la Constitución española de 1812. El rey no recibió a la comisión y, poco después, en una reacción absolutista de su reinado, dispuso apresar a los diputados. 
En 1814 Olaguer Feliú, así como el resto de los diputados, fue injustamente enjuiciado y condenado a ocho años de prisión, en el castillo de Benasque.
Posteriormente administró los bienes del marqués de Villafranca, duque de Montalto, marqués de los Vélez. Fue designado albacea testamentario de su tío el Mariscal de campo Manuel Olaguer Feliú y en 1825, en Sevilla, fue testigo en el poder realizado por su primo, el Capitán de infantería Enrique Olaguer Feliú y de la Guarda.
En 1820 formó parte de la Junta Superior Gubernativa de Aragón que se constituyó en Zaragoza para organizar el tránsito al nuevo sistema político, adoptando como bandera la Constitución de 1812.
En el Trienio Liberal, en la crisis ministerial de marzo de 1821 fue nombrado Secretario de Estado y del Despacho de la Gobernación de Ultramar, aunque a los pocos días fue designado para ejercer interinamente, además la Secretaria de la Gobernación de la Península debido a la enfermedad de su predecesor Mateo Valdemoros. El 4 de mayo de 1821 fue designado oficialmente por el Rey para desempeñar el cargo de Secretario de Estado y del Despacho de la Gobernación de la Península constituyéndose en el verdadero hombre fuerte del gabinete liberal presidido por Bardají, tal fue su influencia que el segundo gobierno constitucional es conocido como el ministerio Bardají-Feliú. El distintivo de este ministerio fue tratar de mantener el orden, frente a la anarquía interna de la época y las revoluciones en las provincias americanas, con las derrotas militares, como la caída de El Callao ante el ejército del Gral. don José de San Martín (julio de 1821), la sublevación de la provincia de Maracaibo y las fuerzas realistas sufriendo una gran derrota en los llanos de Carabobo (junio de 1821), entre otros.